# Северное (Костромская область)
Се́верное — село в Сусанинском районе Костромской области России. Административный центр Северного сельского поселения.

## География
Село расположено в западной части Костромской области, в подзоне южной тайги, при автодороге 34Н-3, на расстоянии приблизительно 14 км (по прямой) к юго-западу от посёлка городского типа Сусанино, административного центра района. Абсолютная высота — 182 м над уровнем моря.

### Климат
Климат характеризуется как умеренно континентальный, с продолжительной холодной зимой и коротким сравнительно тёплым летом. Среднегодовая температура воздуха — 2,6 °C. Средняя температура воздуха самого холодного месяца (января) — −12 °C; самого тёплого месяца (июля) — 18 °C. Продолжительность периода активной вегетации растений (выше 10 °C) составляет примерно 127 дней. Годовое количество атмосферных осадков — 610 мм, из которых большая часть выпадает в тёплый период.

## Население
| 2008 | 2010 | 2014 |
| ---- | ---- | ---- |
| 257  | ↘196 | ↗198 |

### Национальный состав
Согласно результатам переписи 2002 года, в национальной структуре населения русские составляли 96 % из 273 чел.